# الإرشاد شحيم
نادي الإرشاد الرياضي شحيم هو نادي كرة قدم مقره في شحيم، لبنان. يتنافس في دوري الدرجة الثانية اللبناني. تأسس النادي عام 1992، وتم ترخيصه رسميًا في عام 2009. فاز الإرشاد شحيم بدوري الدرجة الثالثة اللبناني والدرجة الرابعة والدرجة الخامسة.

## التاريخ
تأسس نادي الإرشاد شحيم عام 1992، وحصل على الترخيص الرسمي في 9 نوفمبر 2009. في موسم 2012–13، فاز النادي بالدوري اللبناني الدرجة الخامسة وصعد إلى دوري الدرجة الرابعة. بعد موسمين، في 2015–16، فازوا بلقب الدوري، وصعدوا إلى دوري الدوري الثالثة.
شارك النادي في كأس الاتحاد اللبناني 2018–19 كواحد من ثلاثة فرق من الدرجة الثالثة. بعد فوزه على فريق الدرجة الثانية طرابلس 2–1 في الدول الأولى، تأهل الإرشاد شحيم إلى الدور الثاني وخسر 2–1 أمام التقدم عنقون. في الموسم التالي، شارك الإرشاد شحيم في كأس الاتحاد اللبناني 2019–20 كأحد ناديي الدرجة الثالثة، وخسروا 4–1 ضد المبرة.
صعد الإرشاد شحيم إلى دوري الدرجة الثانية لأول مرة في تاريخه، بعد فوزه في تصفيات دوري الدرجة الثالثة 2022–23.

## الإنجازات
- الدوري اللبناني الدرجة الخامسة:
  - الفائز (1): 2012–13
- الدوري اللبناني الدرجة الرابعة:
  - الفائز (1): 2015–16
- الدوري اللبناني الدرجة الثالثة:
  - الفائز (1): 2022–23